# Cerro del Fortín

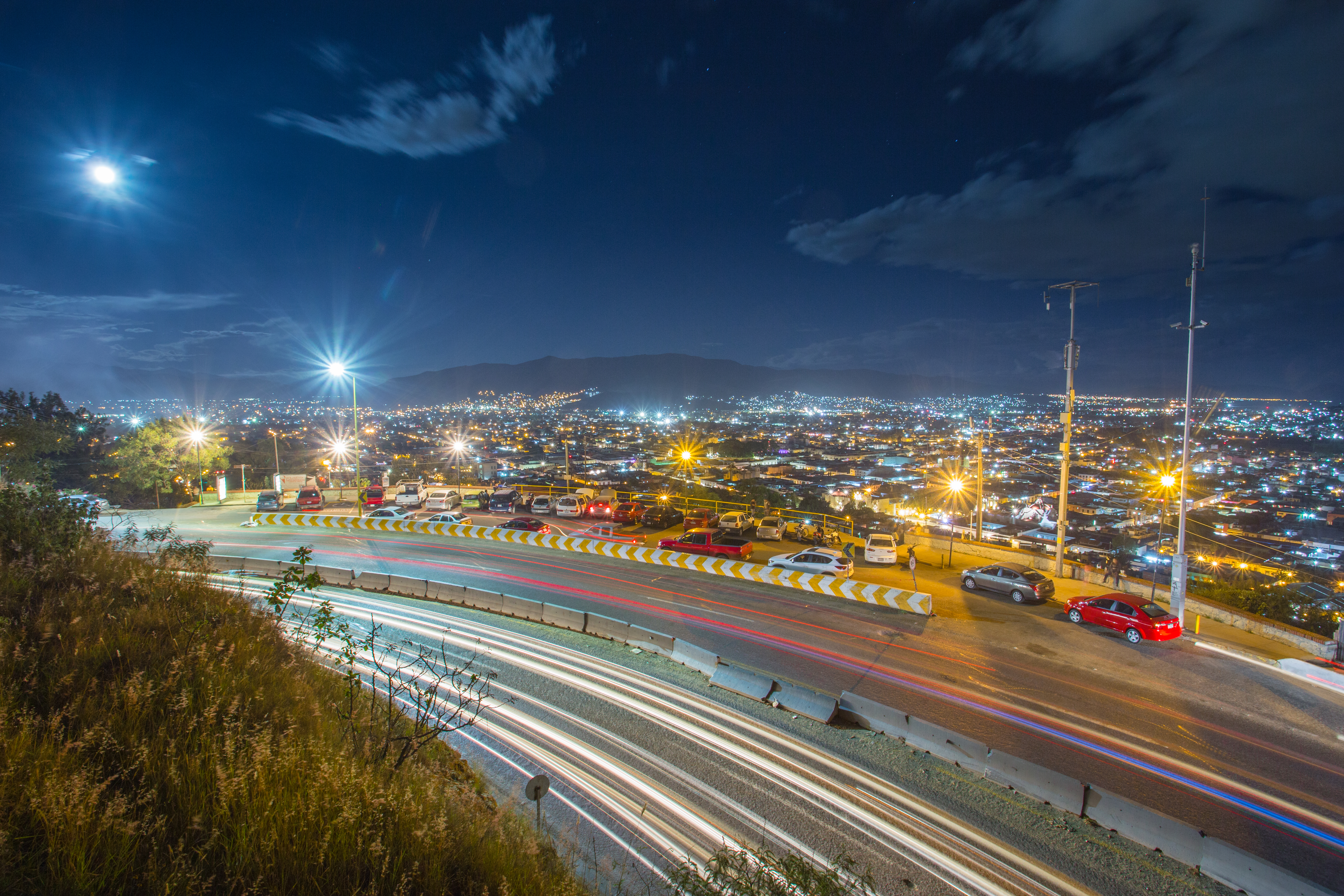
Vista panorámica desde el Cerro del Fortín.

El Cerro del Fortín, es una elevación montañosa localizada en la Sierra Madre del Sur, se localiza en la ciudad de Oaxaca de Juárez, México; es el punto geográfico más elevado y símbolo de la ciudad. En este lugar es posible apreciar una panorámica casi completa de la ciudad de Oaxaca, ha sido testigo permanente de la historia de la "Verde Antequera" desde su fundación. Aparentemente su nombre actual se debe a que fue utilizado en diversos momentos históricos para poner trincheras defensivas, ya que con su altura se dominaba toda la ciudad.

## Historia
En 1495 antes de la llegada de los españoles, los invasores aztecas establecieron ahí una guarnición militar a la que llamaron Huaxyacac, para lo cual talaron parte de los bosques de guajes, pinos, encinos, madroños y cazahuates, esto dio también lugar a la formación de un asentamiento de las familias de los guerreros al pie del cerro. Se dice que en la zona había un sitio con una piedra de la que brotaba agua, el cual era considerado sagrado. Dada su importancia cultural y natural en el 2004 se declaró al Cerro del Fortín como área natural protegida, en la categoría de parque estatal, bajo la administración del Instituto Estatal de Ecología.
El parque cuenta con una extensión de 87 hectáreas, el cual contribuye a la recarga de los mantos acuíferos, la absorción de contaminantes de la atmósfera y la regulación de la temperatura y la humedad, además de que su cercanía a la ciudad lo hace el lugar ideal para pasear y practicar ejercicio. Actualmente tiene 95 especies de plantas y es hogar de unas 80 especies de aves, desde hace aproximadamente 25 años se han emprendido diversas acciones de reforestación para mitigar el deterioro; una de las primeras pobló amplias zonas con eucaliptos, que aunque son adaptables y de rápido desarrollo inhiben el crecimiento de otras plantas y empobrecen el suelo. Posteriormente se plantaron también jacarandas y guajes. Estos bosques introducidos ocupan ahora un 45 por ciento de la superficie total.

## Ubicación
El Cerro del Fortín se ubica al noroeste del municipio de Oaxaca de Juárez el cual Colinda con los municipios de San Pablo Etla, San Antonio de la Cal, Santa Cruz Xoxocotlán, San Andrés Huayapam, San Agustín Yatareni, Santa Lucía del Camino, Santa María Atzompa y San Jacinto Amilpas. Algunos de los atractivos turísticos del municipio son la Guelaguetza que es celebrada los últimos dos lunes del mes de julio en el Auditorio Guelaguetza construido en la zona intermedia del cerro, el Museo de Arte Contemporáneo (Casa de Cortés), Museo Casa de Juárez, Museo de las Culturas de Oaxaca (anexo al Templo de Santo Domingo de Guzmán). En la punta del cerro se edificó el Observatorio Astronómico Municipal, un espacio abierto al público que desde su inauguración, en 1973, por el presidente municipal Canuto Muñoz Mares, se ha dedicado a la divulgación de las ciencias, enseñanza y observación del cosmos a través de telescopios.
Las calles que son más próximas al cerro pero su dificultad de acceso o corto trayecto hace que no se pueda hacer una circunvalación efectiva.
- Datos: Q15270427
- Multimedia: Cerro del Fortín / Q15270427